# Milan Štěch

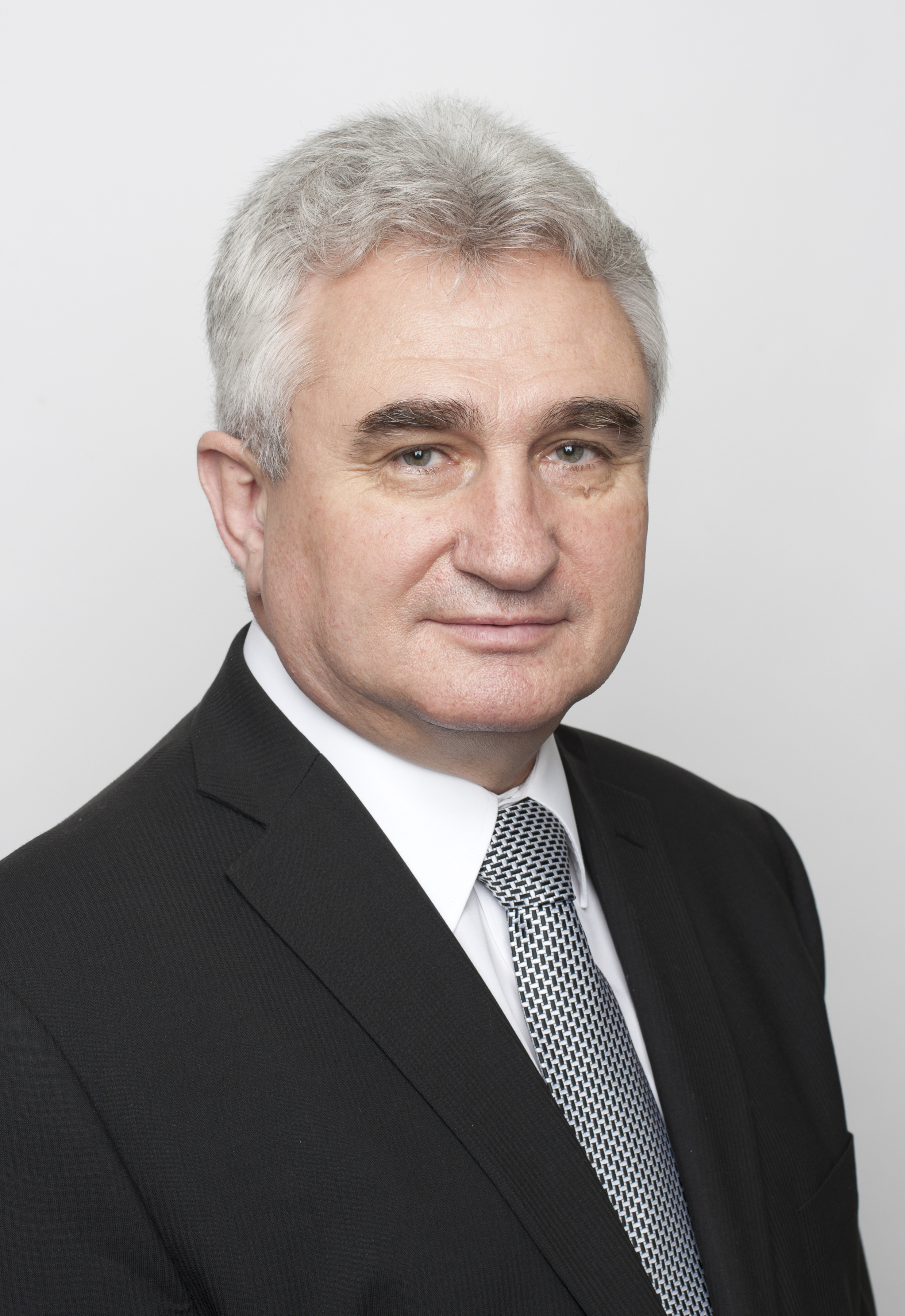
Milan Štěch (2012)

Milan Štěch (* 13. November 1953 in Budweis) ist ein tschechischer Politiker der ČSSD. Von 2010 bis 2018 stand er dem Senat des Parlaments der Tschechischen Republik vor.
Štěch arbeitete bei den Škoda-Werken in Budweis als Techniker und Gewerkschafter und war bis zur Samtenen Revolution Mitglied der Kommunistischen Partei. 1989 schloss er sich dem Občanské fórum an. Von 1994 bis 2002 war er Vizevorsitzender der Gewerkschaftskonföderation ČMKOS, von 2002 bis 2010 deren Vorsitzender.
1996 wurde Štěch für den Wahlkreis Pelhřimov-Jindřichův Hradec als Parteiloser für die sozialdemokratische ČSSD in den Senat gewählt. 1997 wurde er Parteimitglied. Štěch wurde viermal wiedergewählt, zuletzt bei der Wahl 2016. Von 2008 bis 2010 war er stellvertretender Vorsitzender des Senats, von November 2010 bis November 2018 dessen Vorsitzender.
Bei der Senatswahl 2020 konnte Štěch sein Mandat nicht verteidigen, weshalb er am 18. Oktober aus dem Senat ausschied.